# プラチナ・ビーズ
『プラチナ・ビーズ』 (Platinum Beads) は、五條瑛による日本の冒険・スパイ小説。
四部作を予定している鉱物シリーズの1作目であり、作者のデビュー作である。文庫版には、書き下ろし短編「ミスター・オリエンタル」が収録されている。

## あらすじ
アメリカ国防総省の下請け情報機関のアナリスト・葉山隆は、北朝鮮の中枢にある動きがあるという情報を手に入れる。かつて金日成に左遷され中央を去っていた大物・金達玄（キム・ダルヒョン）が、再び中央に戻っているらしい。そして、達玄の側に正体不明の外国人が侍っているという。
同じ頃、金沢の海岸で、横田基地から脱走したとされていた米兵・ディーノの惨殺死体が発見される。ディーノの行方を追っていた海軍所属の坂下冬樹は、彼の脱走理由を探る内に、ある日本人女性へと行き当たる。そして、その女性と葉山が探る北朝鮮の動向とが交錯する。
鍵を握る「プラチナ・ビーズ」という言葉の真の意味とは……。

## 登場人物
葉山 隆（はやま たかし）
アメリカ国防総省の下請け情報機関〈極東ジャーナル〉のアナリスト。肌は抜けるように白く、瞳と髪は薄茶色で、見た目は白人そのもの。「たぶん（メイビー）」が口癖。
エディ
ヒューミント（人的情報収集活動）のプロ。本名はウォーレン。
坂下 冬樹（さかした ふゆき）
在日米軍横須賀基地NISC（海軍調査軍）調査員。母親が日本人で父親がアメリカ人。脱走したディーノの行方を追っていた。
パウロ・ヤン・ディーノ
金沢で惨殺死体となって発見された、在日米軍横須賀基地NSD（海軍補給処）所属の二等兵曹。遺体発見の一週間前に基地を脱走した。
志村（しむら）
金沢署の刑事。
JD（ジェーディー）
英字新聞社の日本駐在員。いつも派手な格好をしている。名前は自分が神と慕うデトロイト・ピストンズのジョー・デュマースに因む。
サム・イトウ
NISC所属。日系二世。国防総省が採用する民間人職員（シビリアン）。妻は日本人。
町田 洋子（まちだ ようこ）
劇団員。21歳。鳥山が主催したイベントの手伝いで北朝鮮へ行き、帰国後に葉山から聞き取り調査を受ける。
鳥山 太郎（とりやま たろう）
日本スポーツ党の国会議員。元オリンピック柔道選手。北朝鮮でスポーツイベントを主催した。

金 達玄（キム ダルヒョン）
副首相の一人で、一時は政治局員候補と目されていたが、金日成の経済対策を批判し失脚させられ、1993年の夏以降は公式の場に姿を見せていなかった。表向きは軍部との衝突の末、権力闘争に敗れ左遷させられたことになっている。鳥山のスポーツイベントに姿を現す。額の中央から左のこめかみにかけて傷痕がある。
田所（たどころ）
栄華女子大学の教授。葉山の恩師。元国立大学助教授。
野口 麻子（のぐち あさこ）
〈極東ジャーナル〉の編集長。会社が入居する〈間宮ビル〉の生き字引のような存在。
吾郎（ごろう）
隆の9歳年下の異母弟。4歳の時に両親が離婚したが、別れて暮らすようになってからも隆を慕っていた。新宿二丁目のゲイバーで働く。

仲上（なかがみ）
〈間宮ビル〉の5階にある中華文化思想研究所の所長。メールボーイも務める。
ラリー・チャン
中華文化思想研究所の助手兼研究員。
ベルガー博士
エディの恩師。かつてスタンフォード大学で朝鮮半島史を教えていた。歯に衣着せぬ物の言い方をする、個性的な人。